# دانييل واتكينز
دانييل واتكينز (بالإنجليزية: Daniel Anthony Watkins)‏ هو شخصية أعمال نيوزيلندي، ولد في 1918، وتوفي في 1982.